# تشارلي غوغ
تشارلي غوغ (بالإنجليزية: Charlie Gough)‏ هو لاعب كرة قدم بريطاني في مركز نصف الجناح، ولد في 21 مايو 1939 في اسكتلندا في المملكة المتحدة، وتوفي في 3 أبريل 2015 في كيب تاون في جنوب أفريقيا. لعب مع تشارلتون أثلتيك.